# الانتخابات الرئاسية الموريتانية 1961
نظمت الانتخابات الرئاسية لأول مرة في موريتانيا في أغسطس 1961 لانتخاب رئيس الجمهورية للسنوات الخمس المقبلة. كان المختار ولد داداه الذي كان يشغل منصب رئيس الدولة بالوكالة منذ الاستقلال عن فرنسا عام 1960، هو المرشح الوحيد وانتخب دون معارضة. وعلى الرغم من أنه كان عضوا في حزب التجمع الموريتاني الحاكم فقد حظي ترشيحه أيضا بدعم الاتحاد الوطني الموريتاني. وبلغت نسبة المشاركة 93.6٪.
وكانت هذه الانتخابات هي آخر انتخابات متعددة الأحزاب أجريت في البلاد حتى عام 1992 حيث أعلن في تعديل دستوري عام 1964 أن الدولة الموريتانية ذات حزب واحد، وخلال عام 1965 اندمجت جميع الأحزاب مع حزب التجمع الموريتاني الحاكم لتشكيل حزب الشعب الموريتاني.

## خلفية
أصبحت موريتانيا تحت السيطرة المباشرة للإمبراطورية الاستعمارية الفرنسية خلال عام 1933. في 28 نوفمبر 1958، سمح تعديل دستوري بإنشاء مجلس تشريعي انتقالي، ليحل محل الجمعية المحلية التي تأسست خلال النظام الاستعماري الفرنسي. كانت البلاد تفتقر إلى الخبراء لصياغة الدستور وقبلت اقتراحات مجموعة من الحقوقيين الفرنسيين في 22 مارس 1959 بالإجماع.
عند الاستقلال في 28 نوفمبر 1960، أعلنت البلاد نفسها الجمهورية الإسلامية الموريتانية، وأصبح ولد داداه أول رئيس للبلاد. خلال الفترة الانتقالية، نجح ولد داداه في توجيه الانقسامات القبلية والعرقية المختلفة في البلاد. واجه ضغوطًا في بعض الأقاليم التي ضمها المغرب المجاور تحت حكم الملك محمد الخامس وطلب الدعم من الجيران العرب. كما أقام علاقات مع الحكومة الفرنسية وسعى للحصول على المساعدة في تمركز قواتها في موريتانيا والتي استمرت حتى عام 1966

## النتائج

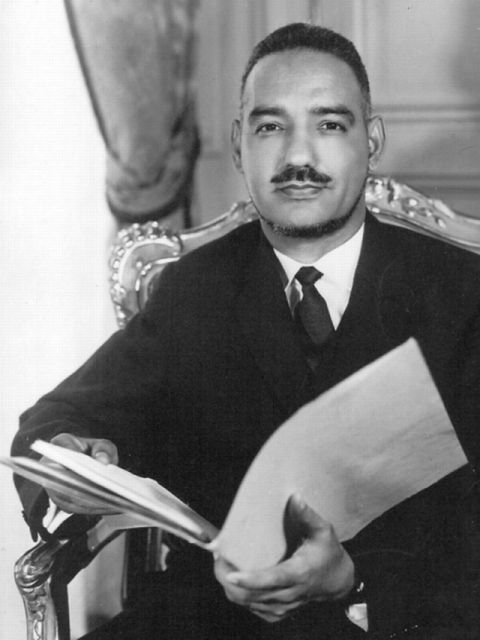
المختار ولد داداه الفائز في الانتخابات الرئاسية عام 1961

| المرشح                          | المرشح                          | الحزب                           | الأصوات | %      |
| ------------------------------- | ------------------------------- | ------------------------------- | ------- | ------ |
|                                 | المختار ولد داداه               | حزب التجمع الموريتاني ‏          | 370٬970 | 100.00 |
| المجموع                         | المجموع                         | المجموع                         | 370٬970 | 100.00 |
|                                 |                                 |                                 |         |        |
| الأصوات الصحيحة                 | الأصوات الصحيحة                 | الأصوات الصحيحة                 | 370٬970 | 99.77  |
| الأصوات الباطلة والفارغة        | الأصوات الباطلة والفارغة        | الأصوات الباطلة والفارغة        | 838     | 0.23   |
| مجموع الأصوات                   | مجموع الأصوات                   | مجموع الأصوات                   | 371٬808 | 100.00 |
| الناخبين المسجلين ومعدل الإقبال | الناخبين المسجلين ومعدل الإقبال | الناخبين المسجلين ومعدل الإقبال | 397٬588 | 93.52  |
| المصدر: Nohlen et al.           |                                 |                                 |         |        |